# Bubsy In: Fractured Furry Tales
Bubsy In: Fractured Furry Tales is een computerspel dat werd ontwikkeld door Imagitec Design en uitgegeven door Atari Corporation. Het spel kwam in 1994 uit voor de Atari Jaguar. Dit spel is het enige Bubsy spel dat voor de Atari Jaguar uitkwam. Het spel is een zijwaarts scrollend platformspel waarbij de speler Bubsy speelt. Hij kan vijanden vernietigen door erop te springen. Het spel omvat vijftien levels.

## Ontvangst
| Beoordeeld door                      | Datum            | Score |
| ------------------------------------ | ---------------- | ----- |
| The Atari Times                      | 12 mei 2008      | 70%   |
| Electronic Gaming Monthly (EGM)      | maart 1995       | 64%   |
| Consoles Plus                        | maart 1995       | 60%   |
| Mega Fun                             | januari 1995     | 57%   |
| ST-Computer                          | maart 1995       | 50%   |
| FLUX                                 | oktober 1994     | 50%   |
| GamePro (USA)                        | februari 1995    | 50%   |
| Video Games & Computer Entertainment | maart 1995       | 40%   |
| All Game Guide                       | 2007             | 30%   |
| The Video Game Critic                | 20 februari 2002 | 25%   |